# San Gillio
San Gillio (piemontesisch San Gili) ist eine Gemeinde in der italienischen Metropolitanstadt Turin (TO), Region Piemont.

## Lage und Einwohner
San Gillio liegt 17 km nordwestlich von Turin. Das Gemeindegebiet umfasst eine Fläche von 8 km² und hat 3260 Einwohner (Stand 31. Dezember 2023). In der Nähe liegt der kleine See Borgarino und der Naturpark La Mandria.
Die Nachbargemeinden sind Alpignano, Pianezza, Val della Torre, Druento, La Cassa, Givoletto, Pianezza und Alpignano.

## Geschichte
Die feudale Geschichte von San Gillio ist recht komplex. Im Jahr 1327 belehnte Prinz Giacomo d'Acaia es an Guillaume de Montbel, von dem es 1366 an Berardo Roero gelangte. 1409 ging es an die Familie Romanzone über und von dieser 1472 an Domenico Ambrogio Vignati, einen berühmten Juristen aus Lodi, der wichtige Positionen für den Herzog von Savoyen innehatte. Das Lehen von San Gillio blieb bis zu ihrem Aussterben im Jahr 1821 im Besitz seiner Nachkommen, die dauerhaft nach Turin zogen. Im Jahr 1835 wurde auf Initiative von Carlo Alberto der Titel des Grafen von San Gillio Felice Maffei.
Nach dem Zweiten Weltkrieg fand ein wachsender Teil der Bevölkerung Beschäftigung in den Industriebetrieben der Region Turin und seit Ende der 1970er Jahre verzeichnete die Wohnbevölkerung einen starken Anstieg und verdreifachte sich.

## Bildgalerie

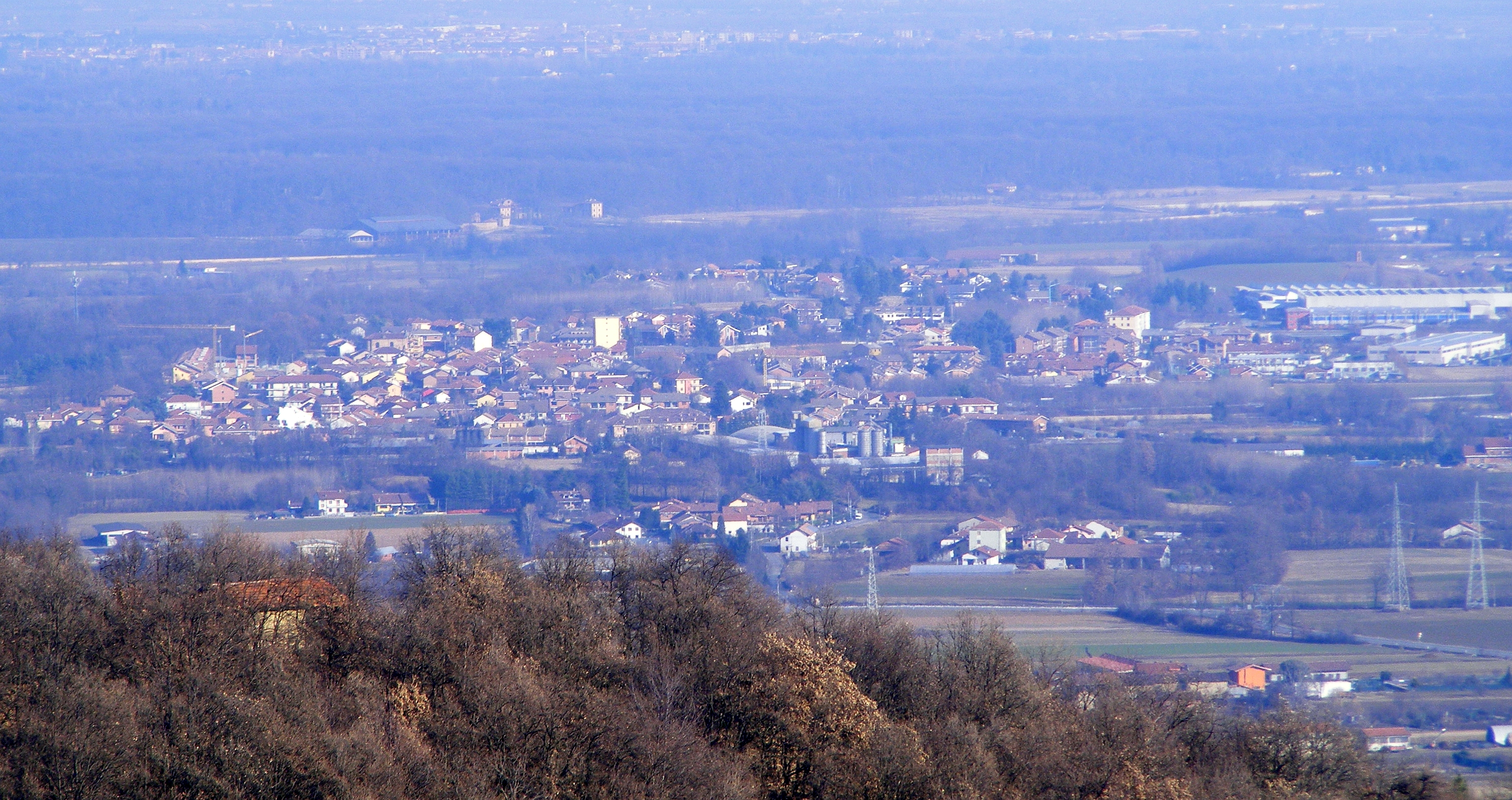
Panorama
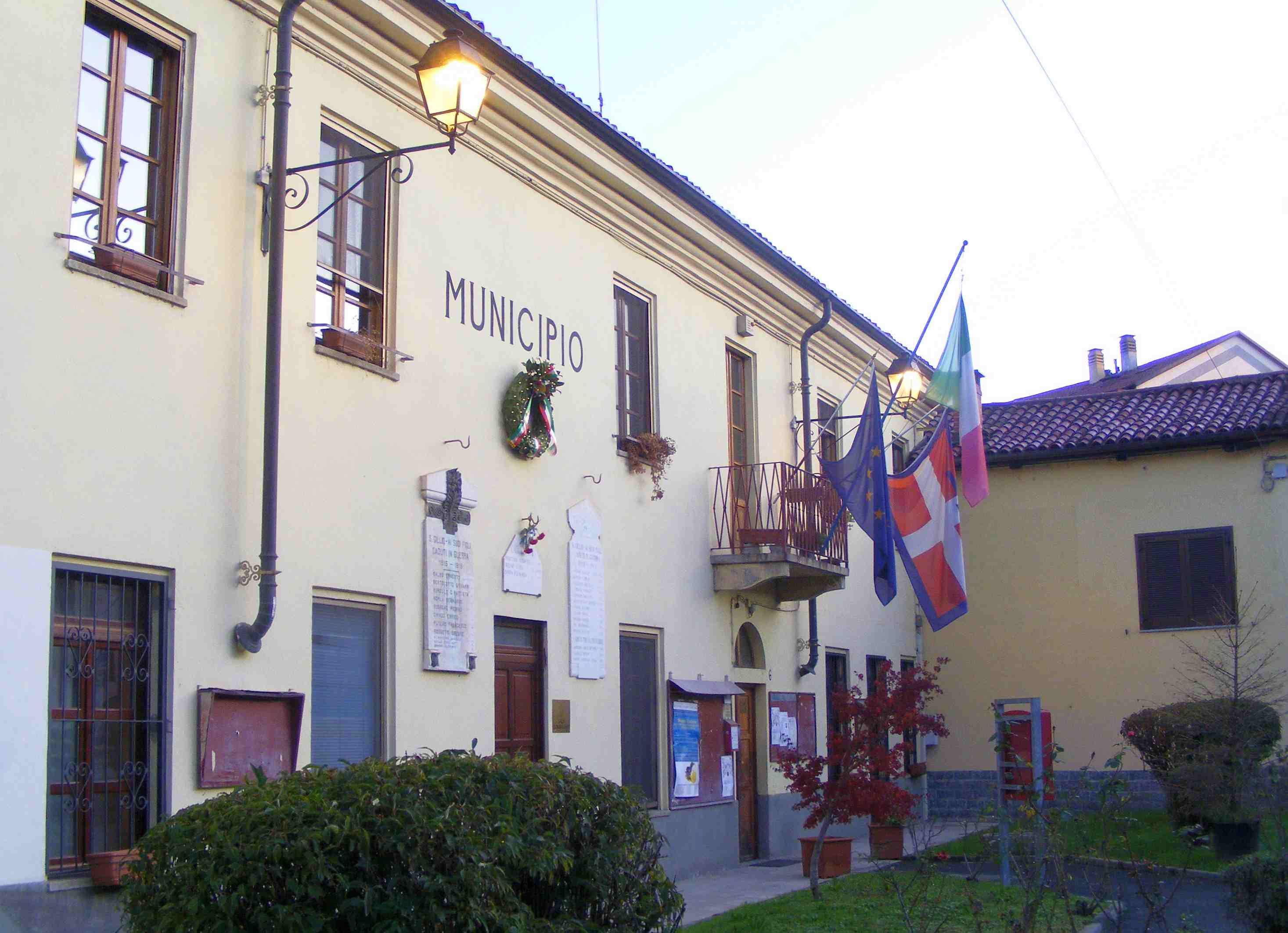
Gemeindehaus
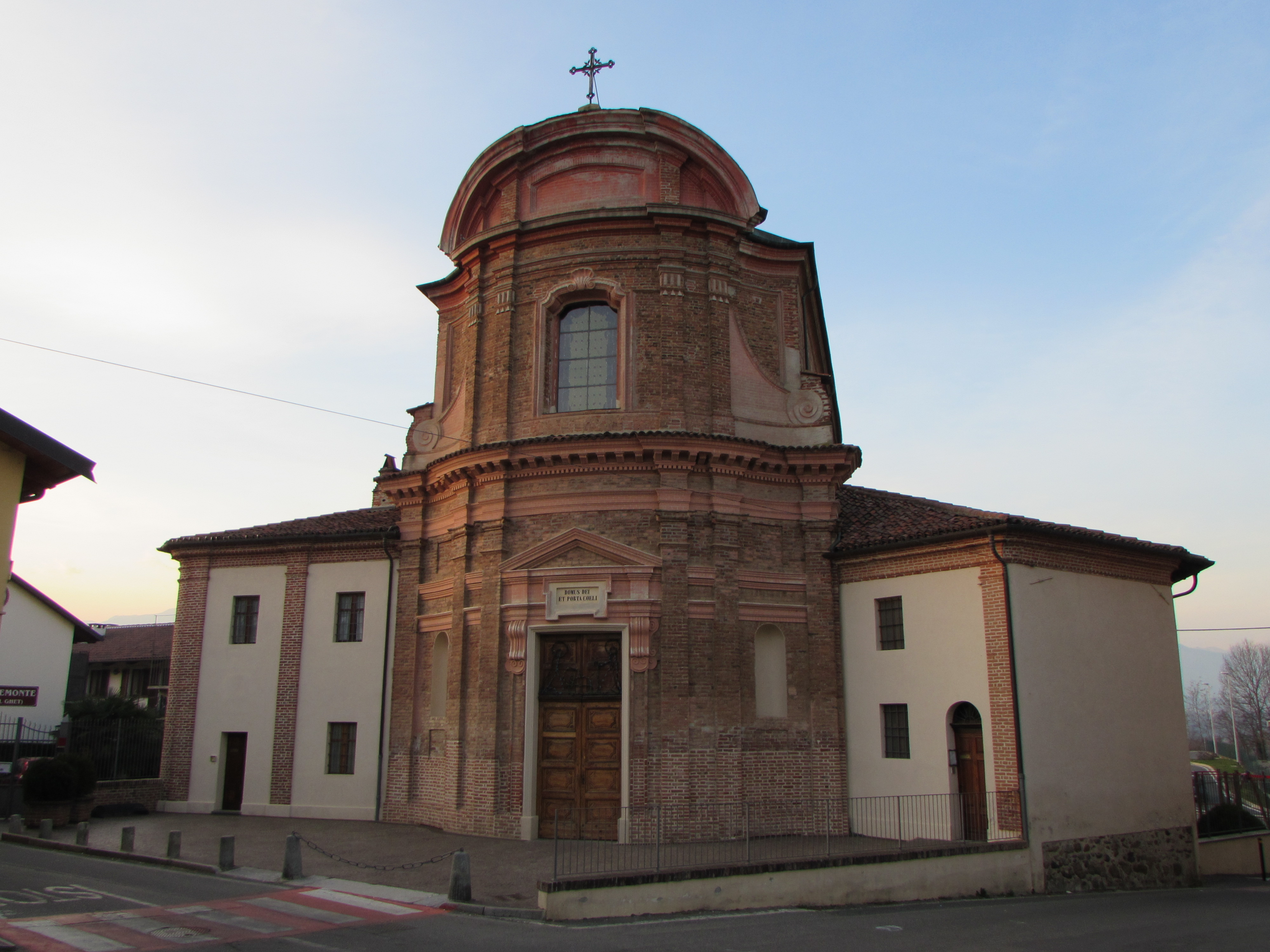
Kirche Sant’Egidio
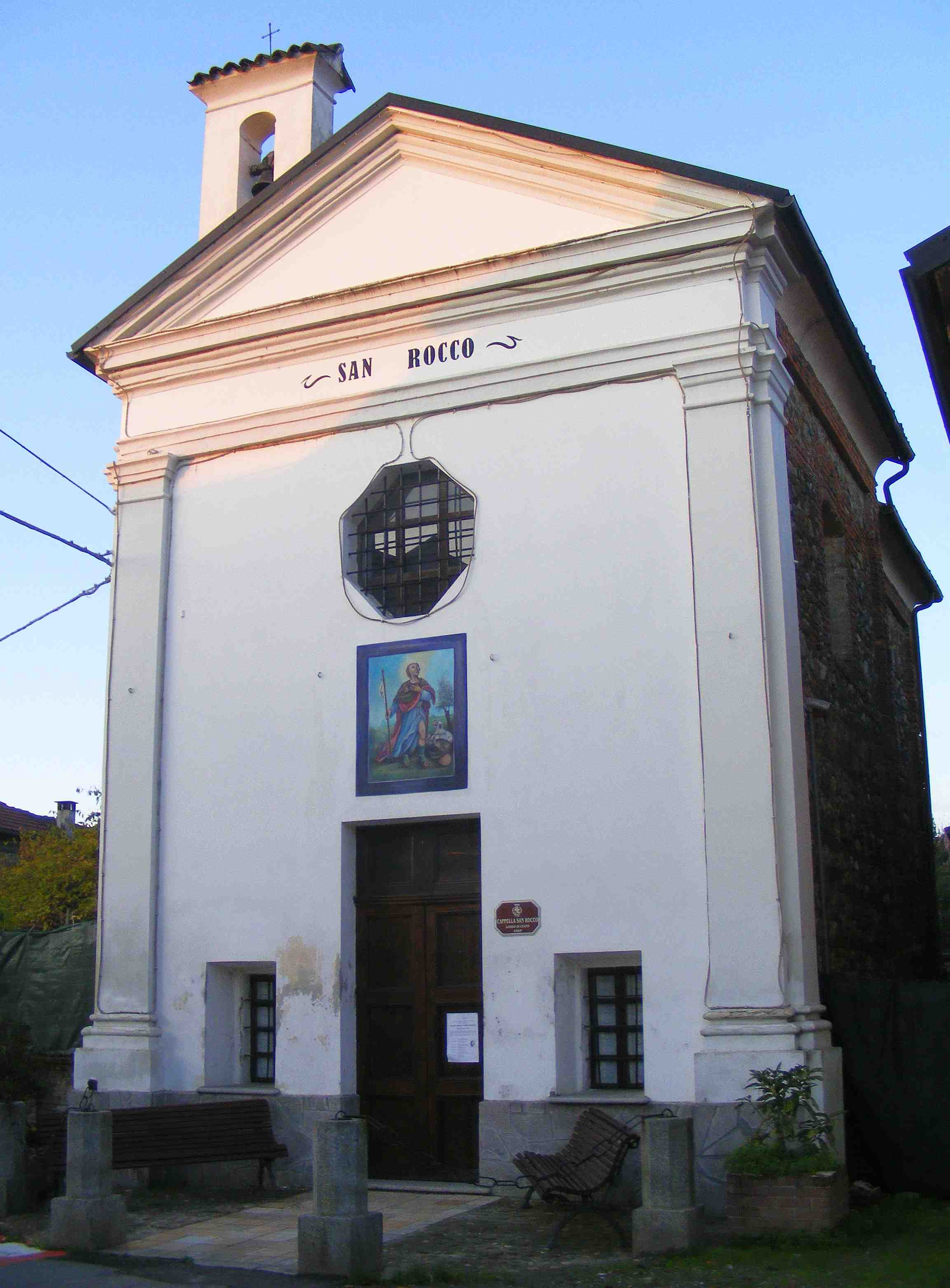
Kapelle San Rocco
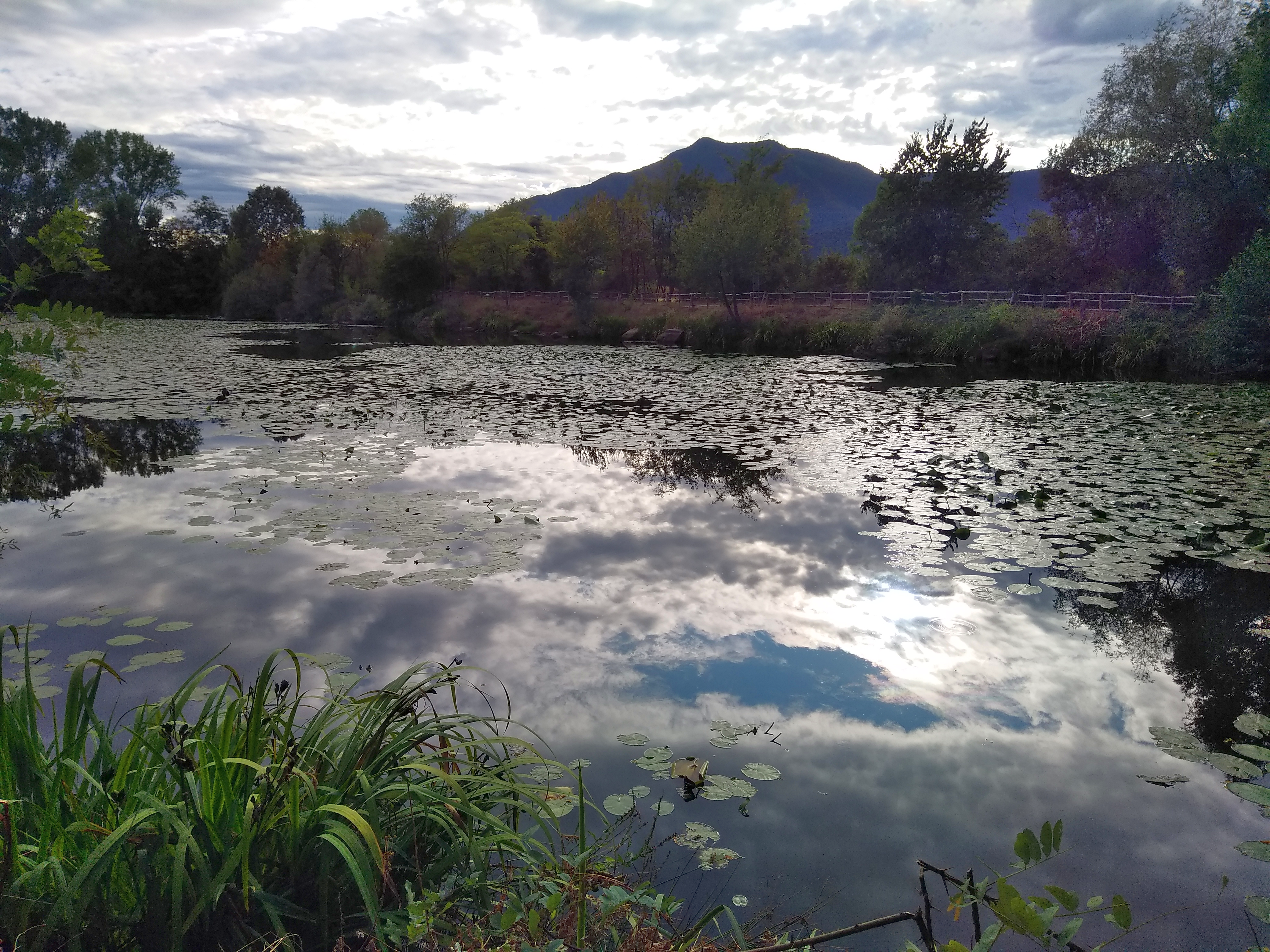
Lago Borgarino